# Сигрид (певица)
Сигрид Солбак Робе (на норвежки: Sigrid Solbakk Raabe) (родена на 5 септември 1996 г.) е норвежка певица.

## Кариера
Сигрид започва кариерата си през 2013 г. с пускането на дебютния си сингъл, озаглавен „Sun“. Счита се, че с тази песен тя пробива на сцената в Норвегия. На следващата година подписва с Петролеум Рекърдс и пее на фестивали като Øyafestivalen.
През 2016 г. Сигрид подписва с Айлънд Рекърдс. Пуска дебютния си сингъл „Don't Kill My Vibe“ с този лейбъл през 2017.
Нейният кавър на песента „Everybody Knows“ на Ленард Коен се появява в началните надписи на филма „Лигата на справедливостта“.
Дебютният ѝ албум, озаглавен „Sucker Punch“, излиза на 8 март 2019 г.